# Florentino Soria López
Florentino Soria López (Jábaga, Cuenca, 14 de marzo de 1876 - Madrid, 1949) fue un pedagogo y escritor español. 

## Biografía
Tomó el título de maestro superior en la Normal Central de Madrid y el de perito mercantil en la Escuela de Comercio de Valladolid y en la Escuela Central de Comercio de Madrid. Después de ello, pasó una temporada en Bélgica perfeccionando su formación.
Fue profesor en varios colegios de España y algún tiempo en Francia. En 1915 fundó la Academia Hispano-Americana de Gijón (ubicada en la calle Dindurra), de gran reputación en dicha villa. Seguía los procedimientos pedagógicos de sus maestros, los Hermanos de la Doctrina Cristiana, con algunas prácticas manjonianas, en cuanto a su idealismo.
Desde muy joven, unió a sus tareas pedagógicas gran afición a los estudios literarios, filosóficos e históricos. En 1910 publicó Cantos patrióticos, con el seudónimo de «Pedro Sánchez Egusquiza». La crítica tributó a esta obra grandes alabanzas. Poco después publicaba, con el mismo seudónimo, otro tomo de versos: Cantos a la tradición.
Al mismo tiempo colaboraba en el periódico gijonés El Principado en varias de sus secciones, principalmente en una diaria titulada «Crónicas cortas», que ensalzó el cardenal Guisasola, y en prosa y verso, con los seudónimos de «Pedro Sánchez Egusquiza» y «Serra y Soria», en el periódico tradicionalista La Bandera Regional, de Barcelona.
Figuró en el partido jaimista, tomando parte en varios mítines. Según la Enciclopedia Espasa, su oratoria se distinguió «por el acento varonil y el lógico encadenamiento de las razones». En 1919 se adhirió al partido tradicionalista de Vázquez de Mella, Al advenimiento del Directorio de Primo de Rivera en 1923, le prestó su adhesión, ingresando en la Unión Patriótica, de cuyo Comité de Gijón fue secretario, tomando parte animismo en varios mítines, uno de ellos en el teatro Campoamor de Oviedo, junto con Callejo, Yanguas y el general Hermosa.
En 1925 publicó la novela histórica Los titanes de la raza. Según la Espasa, dicha novela «ofrecía la novedad de que al interés de la fábula se unía la más rigurosa exactitud histórica, demostrada en numerosas en notas que dan nueva luz sobre aquel obscuro período de nuestra historia y obligan á cambiar el juicio general de los historiadores en algunos puntos». En la revista Razón y Fe (noviembre de 1925) se decía de ella:

Hay aciertos magistrales en esta obra, tan sentidamente escrita y con tan prolija preparación. Uno es el de haber logrado enlazar, sin notable confusión, los datos históricos más ó menos rigurosos con la fábula sugestiva. Las notas aclaratorias al fin de cada tomo son como mojones que señalan la ruta central de la verdad histórica y abren camino á la verosimilitud de múltiples incidentes. Gracias á ellas y á la escrupulosa ilación de la idea madre en el texto, casi se podría aconsejar la lectura de esta novela por via de historia para conocer el engranaje de la ruina visigoda y de la primitiva restauración itúrica. Otro acierto es el aparato de erudición que despliega y la «lección de cosas» que da al lector al amparo de la acción principal. Mil detalles de aquella civilización están aquí contenidos, y se aprende legislación visigoda, costumbres cristianas, relaciones de esclavos y de libertos, tratos comerciales, situación de clérigos y prelados, abades y monjas, usos y leyes usuarias y suntuarias, fiestas litúrgicas, supersticiones paganas, cultos idolátricos, sínodos y concilios, conjuraciones y odios antisemitas, etc. También es digno de alabanza, en general, el lenguaje que emplea el autor, claro, vigoroso abundante.

Como folletín del Diario de Valencia (periódico jaimista) publicó en 1913 la novela Luis, historia de un corazón, que fue reimpresa en 1926. También encaminó su actividad literaria hacia el teatro. En el Teatro Robledo, de Gijón, estrenó una comedia dramática Borrón y cuenta nueva, bien recibida por el público.
Continuó como profesor de enseñanza municipal de Gijón y director de la Academia Hispano-Americana y durante la Segunda República volvió a militar en la Comunión Tradicionalista. En noviembre de 1933 participó en Madrid en la primera Asamblea de la Adoración Real Perpetua y Universal del Santísimo Sacramento. Falleció en 1949 en Madrid.
Fue padre de ocho o nueve hijos. Uno de ellos, Florentino Soria Heredia (1917-2015), fue una figura destacada del mundo cinematográfico español.

## Obras

### Poesía
- Cantos patrióticos (1910)
- Cantos a la tradición

### Novela
- Luis, historia de un corazón (1913)
- Los titanes de la raza (1925)

### Teatro
- Borrón y cuenta nueva